# غرينيتش (محطة مترو أنفاق لندن)

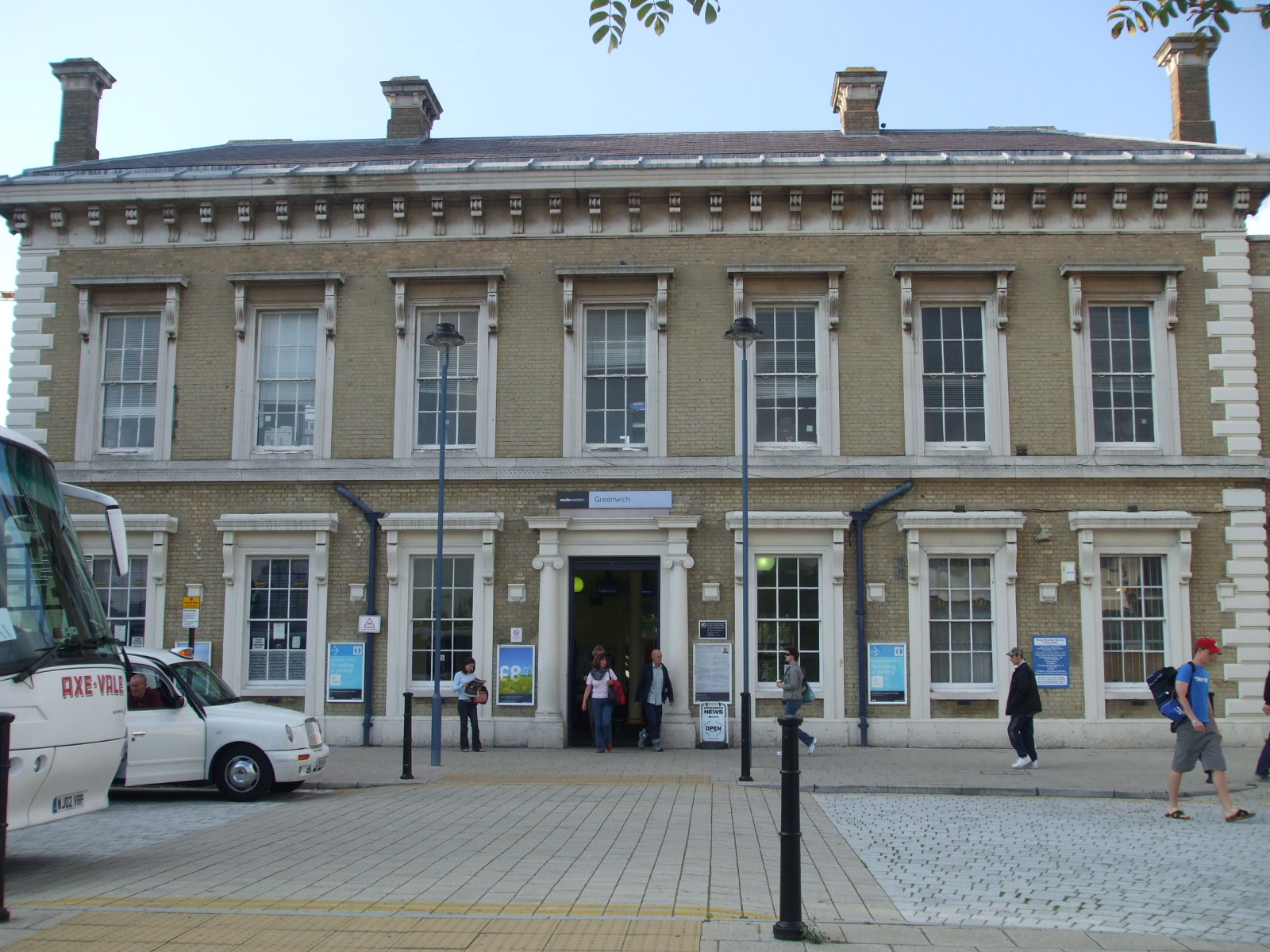
المبنى الرئيسي لمحطة غرينتش عام 2008

غرينيتش (بالإنجليزية: Greenwich)‏ هي إحدى محطات مترو أنفاق لندن. تقع على خط قطار دوكلاندز الخفيف (فرع لويشام) أفتتحت في المنطقة (Zone) رقم 2 و3 أفتتحت في 8 فبراير 1836، 11 نوفمبر 1999. 